# Idaliana Kaczor
Idaliana Jadwiga Kaczor (ur. 27 września 1964 w Łodzi) – polska filolog, literaturoznawczyni, dr hab. nauk humanistycznych, adiunkt Katedry Filologii Klasycznej Wydziału Filologicznego Uniwersytetu Łódzkiego.

## Życiorys
W 1983 ukończyła XXX Liceum Ogólnokształcące w Łodzi i podjęła studia na Wydziale Filologicznym Uniwersytetu Łódzkiego na kierunku filologia klasyczna. W czerwcu 1988 ukończyła studia na Uniwersytecie Łódzkim i otrzymała tytuł magistra na podstawie pracy magisterskiej pt. Pochodzenie i charakter indoeuropejskiego boga Pāusona: stind. Pūsán, gr. P£n, bałt. Puš(k)aits, napisanej pod kierunkiem prof. Ignacego Danki oraz dyplom ukończenia studiów z wyróżnieniem. 16 maja 1997 obroniła pracę doktorską Kult drzew w tradycji mitologicznej i religijnej starożytnych Greków i Rzymian, 13 czerwca 2014 habilitowała się na podstawie pracy zatytułowanej Deus, ritus, cultus. Studium na temat charakteru religii starożytnych Rzymian.
Zajmuje stanowisko adiunkta w Katedrze Filologii Klasycznej na Wydziale Filologicznego Uniwersytetu Łódzkiego.